# Crossgates
Crossgates är en ort i Storbritannien.   Den ligger i kommunen Fife och riksdelen Skottland, i den centrala delen av landet, 500 km norr om huvudstaden London. Crossgates ligger 98 meter över havet och antalet invånare är 2 200.
Terrängen runt Crossgates är lite kuperad. Havet är nära Crossgates åt sydost. Runt Crossgates är det tätbefolkat, med 442 invånare per kvadratkilometer. Närmaste större samhälle är Edinburgh, 17,2 km sydost om Crossgates. Trakten runt Crossgates består i huvudsak av gräsmarker.